# Yonghe (köping i Kina, Sichuan, lat 31,39, long 104,38)
Yonghe (kinesiska: 永河镇, 永河) är en köping i Kina. Den ligger i provinsen Sichuan, i den sydvästra delen av landet, omkring 87 kilometer norr om provinshuvudstaden Chengdu. Antalet invånare är 13 335. Befolkningen består av 6 711 kvinnor och 6 624 män. Barn under 15 år utgör 16,0 %, vuxna 15-64 år 68 %, och äldre över 65 år 14,0 %.
Genomsnittlig årsnederbörd är 1 200 millimeter. Den regnigaste månaden är juli, med i genomsnitt 346 mm nederbörd, och den torraste är december, med 5 mm nederbörd.